# Georges Bonifassi
 (juillet 2023).
Si vous disposez d'ouvrages ou d'articles de référence ou si vous connaissez des sites web de qualité traitant du thème abordé ici, merci de compléter l'article en donnant les références utiles à sa vérifiabilité et en les liant à la section « Notes et références ».
Pour les articles homonymes, voir Bonifassi.
Georges Bonifassi, né à Marseille le 18 mai 1952 et mort à Paris 11e le 19 janvier 1995, était un philologue français.

## Biographie
Docteur en littérature française (1988), il est professeur de provençal et chercheur au Centre d'Enseignement et de Recherche d'oc (CEROC). Il se consacra à l'étude de la presse méridionale et fut rédacteur en chef de la revue la France Latine.
En 1988, il reçoit la médaille de Florian.
Outre des cycles de conférences données entre 1988 et 1990 sur les thèmes de La Renaissance littéraire en Provence au XIXe siècle et Marseille et les lettres provençales, il publia de nombreux articles sur ces sujets ainsi qu'un ouvrage destiné aux étudiants en provençal, Apprendre le provençal avec Aprendissage de la vido de Paul Ruat en 1990.
Membre actif du Félibrige et rédacteur en chef de la France Latine à partir de 1987, il entreprit une recherche La presse régionale en langue d'oc des origines à 1914 en 1990, qui fut publiée à titre posthume en 2003.

## Ouvrages
- Apprendre le provençal avec Aprendissage de la vido de Paul Ruat (1990) paru aux éditions Tacussel
- La presse régionale en langue d'oc des origines à 1914 (2003).